# Ведмежа жовч

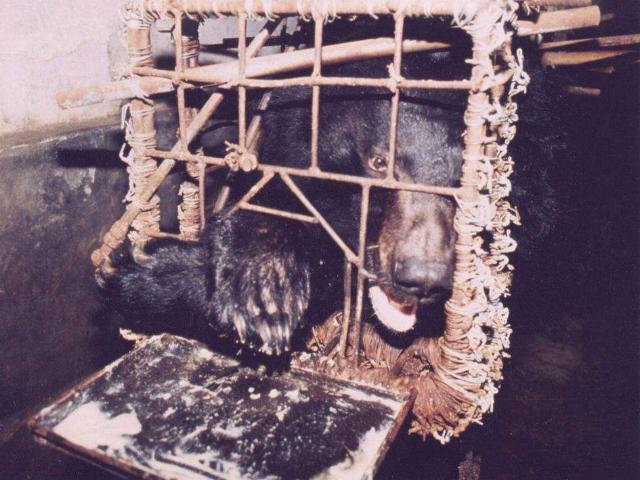
Жовчний ведмідь у «давильній клітці»

Ведме́жа жовч (або ведмеді-акумулятори) — ведмеді, яких тримають в неволі, щоб збирати жовч, травну рідину, що виробляється печінкою і зберігається в жовчному міхурі, яку використовують у традиційній китайській медицині. За оцінками, 12 000 ведмедів вирощують для жовчі в Китаї, Південній Кореї, Лаосі, В'єтнамі та М'янмі.
Серед ведмедів, які найчастіше розмножуються для жовчі, є азійський чорний ведмідь (Ursus thibetanus), малайський ведмідь (Helarctos malayanus), бурий ведмідь (Ursus arctos), та всіх інших видів також використовують (єдиним винятком є Велика Панда). Вказані ведмеді занесені як вразливі до Червоного списку загрозливих тварин, опублікованого Міжнародним союзом охорони природи.
Жовч може бути зібрана за допомогою декількох методів, всі з яких потребують певного ступеня операції, і це може залишити постійний свищ або вставлений катетер. Значна частина ведмедів гине через стрес від некваліфікованої операції або інфекцій.
Сільськогосподарські ведмеді жовчі постійно розміщуються в невеликих клітках, які обмежують їхні рухи та не дають можливості встати. Ці системи кліток та низький рівень кваліфікації працівників господарств можуть призвести до широкого спектра проблем, що стосуються здоров'я тварини, включаючи фізичні травми, біль, сильне психічне напруження та атрофію м'язів. Деякі ведмеді виловлюються як дитинчата і можуть зберігатися в цих умовах до 30 років.
Вартість торгівлі ведмежими продуктами оцінюється до 2 мільярдів доларів. Практика фабричного ведення ведмедів на жовч була суворо засуджена, в тому числі китайськими медиками.

## Історія
Ведмежа жовч та жовчний міхур є інгредієнтами традиційної китайської медицини. Перше їхнє використання зафіксували в Тан Бан Као. Фармакологічно активний інгредієнт, що міститься в жовчі та жовчних міхурах ведмедя, — це урсодезоксихолева кислота (UDCA); ведмеді — єдині ссавці, які виробляють значну кількість UDCA.
Спочатку жовч збирали з диких ведмедів, яких вбивали, а жовч та її вміст вирізали з організму. На початку 1980-х років у Північній Кореї розробили методи вилучення жовчі з живих ведмедів, і розпочалося господарче розведення жовчних ведмедів. Це швидко поширилося на Китай та інші регіони.
Попит на жовч і жовчний міхур існує в азійських громадах та у всьому світі, включаючи ЄС та США. Цей попит призвів до того, що в США полювали на ведмедів спеціально для цієї мети.

## Методи виведення жовчі
Для вилучення жовчі можна використовувати кілька методів. Всі вони потребують операції та включають:
- Повторний черезшкірний біліарний дренаж використовує ультразвуковий пристрій для виявлення жовчного міхура, який потім проколюють і виділяють жовч.
- Для постійної імплантації використовується трубка, що вводиться в жовчний міхур через живіт. За даними Гуманного товариства США, жовч зазвичай вилучається двічі на день через імплантовані пробірки, що утворюють 10–20 мл жовчі під час кожного видалення.
- Катетеризація передбачає проштовхування катетера зі сталі або скла через черевце ведмедя і в жовчний міхур.
- Метод повного піджака використовує постійну катетерну трубку для вилучення жовчі, яку потім збирають у пластиковий пакет, встановлений у металеву коробку, яку носить ведмідь.
- Метод вільної крапельниці передбачає зробити постійний отвір, або свищ, в животі ведмедя і жовчному міхурі, з якого жовч вільно стікає. Рана вразлива до інфекції, і жовч може просочуватися назад в живіт, викликаючи високий рівень смертності. Іноді отвір тримається відкритим за допомогою катетера, який викликає сильний біль. У звіті про ветеринарну допомогу зазначається, що хірургічні операції зі створення вільно капаючих свищів спричиняли великі страждання ведмедів, оскільки вони проводилися без відповідних антибіотиків чи лікування болю, і ведмеді не раз піддавалися цьому процесу, оскільки свищі часто гоїлися.[14]
- Іноді використовується видалення всього жовчного міхура. Цей метод застосовується, коли диких ведмедів вбивають для вилучення їхньої жовчі.

Підраховано, що від 50 % до 60 % ведмедів гинуть від ускладнень, спричинених хірургічним втручанням або неправильним післяхірургічним доглядом.

## Житло та господарство

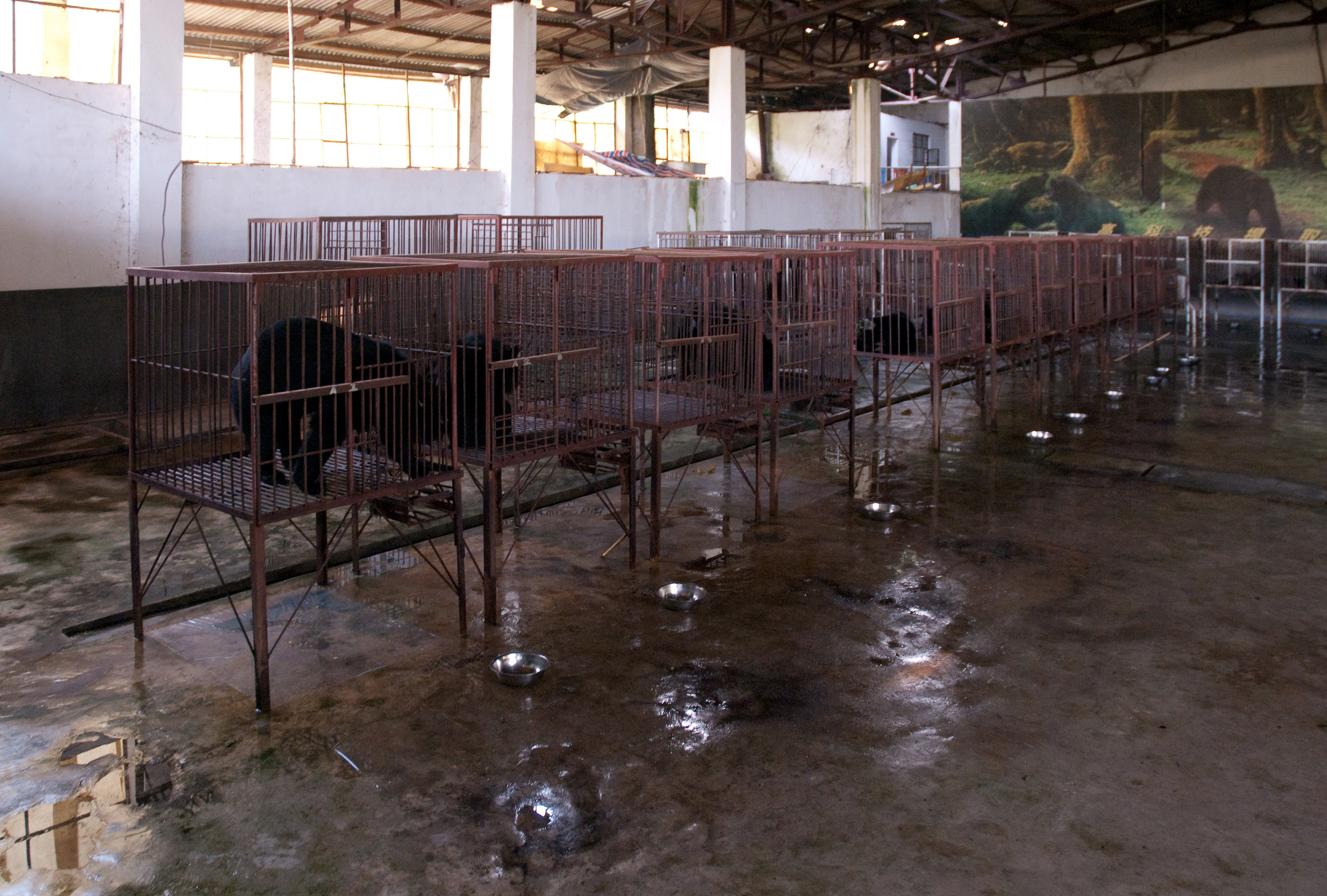
Клітки, в яких зазвичай тримають ведмедів для видобутку жовчі

Дитинчат іноді ловлять у дикій природі і використовують для поповнення чисельності, утримуваної в неволі, на фермах. У 2008 році повідомлялося, що фермери платять еквівалент від 280 до 400 доларів США за дикого ведмедя; це еквівалентно 10-кратній щомісячній заробітній платі працівника ресторану в Китаї.
Видалення жовчі починається в трирічному віці і триває як мінімум від п'яти до десяти років. Деякі ведмеді можуть утримуватися в клітках для виведення жовчі протягом 20 і більше років. Ведмідь може виробляти 2,2 кг жовчі протягом 5-річного терміну виробництва.
Коли ведмеді переживають свої продуктивні роки, що виробляють жовч (близько 10 років), їх часто забивають та збирають інші частини тіла, як от м'ясо, хутро, лапи та жовчні міхури; ведмежі лапи вважаються делікатесом.
Для полегшення процесу виділення жовчі зрілих ведмедів зазвичай утримують у невеликих клітках розміром приблизно 130 × 70 × 60 см. Ці клітки настільки маленькі, що не дозволяють ведмедям сидіти вертикально, стояти чи обертатися. Деяких ведмедів утримують у клітках, стінки яких можуть бути переміщені всередину, щоб стримати ведмедя. Ведмеді часто піддаються іншим процедурам, що викликають проблеми зі здоров'ям тварин та порушують етичні норми. До них належать ампутація фаланг, щоб запобігти нанесенню шкодити самому ведмедю та працівникам ферми. Також можуть видаляти зуби з тих же причин. Ці процедури часто проводяться некваліфікованими працівниками сільського господарства і можуть призвести до того, що ведмеді після цього відчувають постійний біль.
Патологічні звіти показали, що жовч з хворих ведмедів часто заражається кров'ю, гноєм, фекаліями, сечею, бактеріями та раковими клітинами.

## Проблеми зі здоров'ям ведмедів
Міжнародна стурбованість питанням здоров'я жовчних ведмедів почалася в 1993 році. У багатьох господарствах з ведмедями жовчі недостатньо ветеринарного нагляду або він взагалі відсутній, і процедури часто проводять некваліфіковані працівники. У поєднанні з впливом невеликих розмірів клітки, їхнім інтервалом та відсутністю внутрішніх структур існує кілька показників поганого здоров'я.

### Фізіологічні показники
Підвищені концентрації кортикостероїдів є загальновизнаним показником фізіологічного стресу. Концентрація кортикостероїдів у волоссі азійських чорних ведмедів, переселених із жовчної ферми в центр порятунку ведмедів, знизилася між 12 та 88 % за 163 дні. Інші фізіологічні показники стресу та потенційно зниженого добробуту включають затримку росту та виразки.
Опитування 2000 року показало, що ведмеді жовчі страждають від болячок, шкірних захворювань, ектопаразитів, випадіння волосся, деформацій кісток, травм, набряклості кінцівок, проблем із зубами та диханням, діареї та рубців.
Одне обстеження 165 ведмедів, вилучених із ферми, показало, що 163 (99 %) мали холецистит, 109 (66 %) мали поліпи жовчного міхура, 56 (34 %) мали грижу живота, 46 (28 %) мали внутрішній абсцес, 36 (22 %) мали жовчні камені, а 7 (4 %) мали перитоніт. Багато ведмедів мали поєднання цих показників.

### Поведінкові показники
Академічні джерела повідомляють, що ведмеді жовчі проявляють ненормальну поведінку, таку як стереотипія, надмірна бездіяльність та самопошкодження.
10–12 років життя в таких умовах призводить до сильних психічних навантажень та атрофії м'язів. Всесвітнє товариство захисту тварин направило дослідників до 11 жовчних ферм. Вони повідомили, що вони бачать ведмедів, які стукають головою об клітки та жують власні лапи (автофагія).
Китайські ЗМІ повідомляли про інцидент, в якому мати-ведмідь, врятувавшись зі своєї клітки, задушила власне дитинча, а потім убила себе, навмисно б'ючись об стіну.

### Тривалість життя та смертність
Сільськогосподарські ведмеді жовчі доживають в середньому до віку п'яти років, тоді як здорові ведмеді в неволі можуть дожити до 35 років, а дикі ведмеді — від 25 до 30 років.

## Бізнес
У 2010 році фармацевтична компанія Guizhentang була однією з найуспішніших компаній з видобутку жовчі в Китаї, сплативши близько 10 мільйонів юанів податків. У 2012 році компанія намагалася вийти на фондову біржу Шеньчжень і запропонувала потроїти кількість утримуваних у неволі ведмедів з 400 до 1200. Це викликало велику реакцію з боку тих, хто виступав проти ведення жовчного господарства, критикою активістів, користувачів Інтернету та протестуючих. Після цього виникла низка суперечок разом із публічними інтерв'ю.